# یواس‌اس آلاسکا (۱۸۶۸)
یواس‌اس آلاسکا (۱۸۶۸) (به انگلیسی: USS Alaska (1868)) یک کشتی بود که طول آن ۲۵۰ فوت ۶ اینچ (۷۶٫۳۵ متر) بود. این کشتی در سال ۱۸۶۸ ساخته شد.